# Neurogenia longicornis
Neurogenia longicornis är en stekelart som först beskrevs av Cameron 1911.  Neurogenia longicornis ingår i släktet Neurogenia och familjen brokparasitsteklar. Inga underarter finns listade i Catalogue of Life.